# Estación de Benavente
Benavente fue una estación de ferrocarril situada en el municipio español de Benavente, en la provincia de Zamora, comunidad autónoma de Castilla y León. Las instalaciones formaban parte de la histórica línea Plasencia-Astorga, estando en servicio entre 1896 y 1985. En la actualidad la estación se encuentra conservada, aunque cerrada y sin prestar ningún servicio.

## Situación ferroviaria
La estación formaba parte de la línea de ancho ibérico Plasencia-Astorga, estando situada en el punto kilométrico 286,3.

## Historia

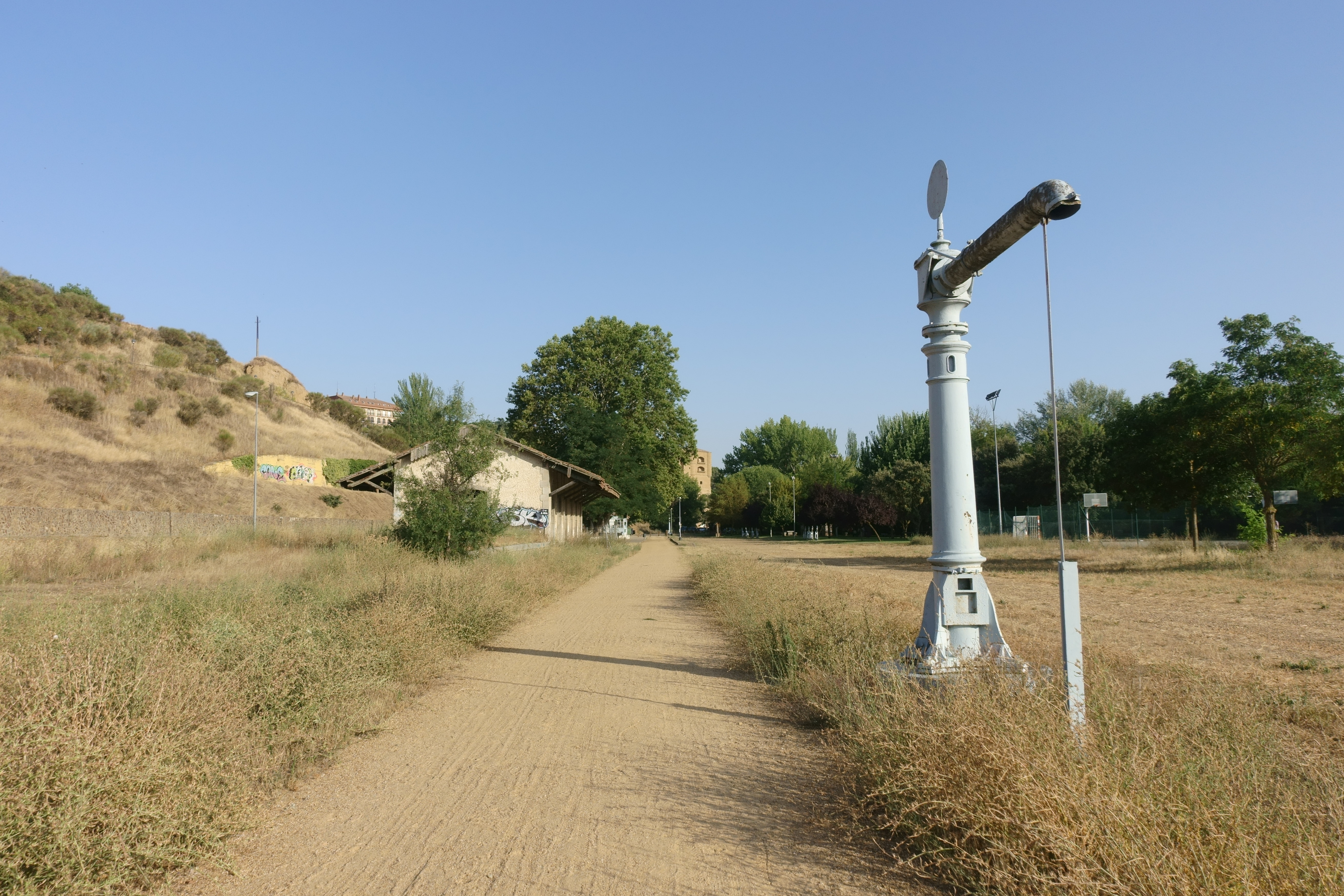
Antiguo trazado de la vía

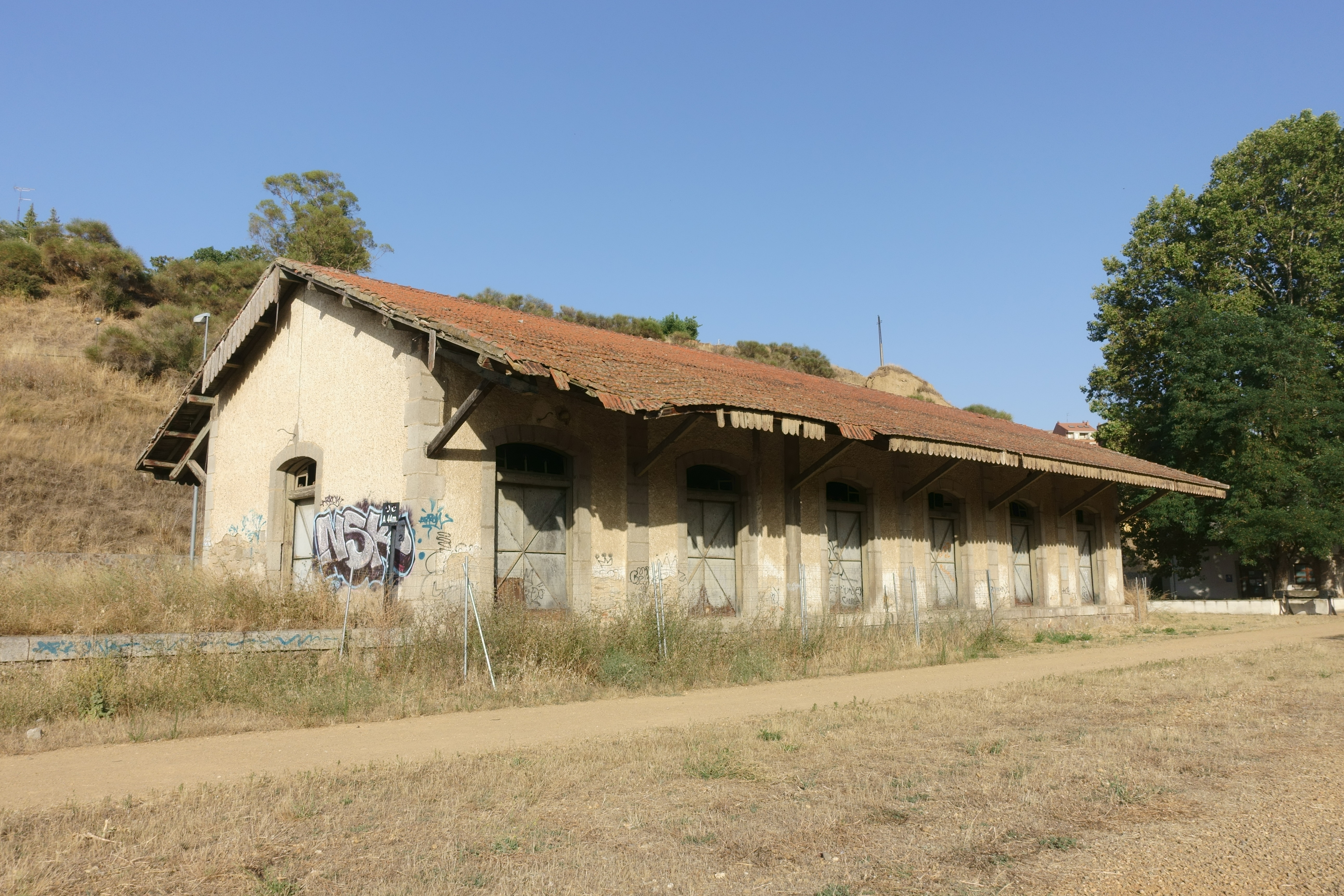
Muelle de carga

En junio de 1896 se completó la construcción del tramo Salamanca-Astorga de la línea Plasencia-Astorga, tras lo cual entró en servicio el trazado en su totalidad. Las obras corrieron a cargo de la sociedad de los Ferrocarriles del Oeste de España, si bien su gestión pasó posteriormente a la Compañía de los Ferrocarriles de Madrid a Cáceres y Portugal y Oeste de España. En 1928 las instalaciones de Benavente pasaron a manos de la recién creada Compañía Nacional de los Ferrocarriles del Oeste y en 1941, con la nacionalización de la red ferroviaria española de ancho ibérico, pasó a manos de la recién creada RENFE. Benavente contaba con una estación de cierta importancia, que disponía de numerosas instalaciones y una amplia playa de vías.
En enero de 1985 se produjo el cierre de la línea Plasencia-Astorga al tráfico de pasajeros debido a su baja rentabilidad económica. El trazado todavía se mantuvo en servicio algún tiempo más, hasta que el 1 de septiembre de 1996 se cerró la línea al tráfico de mercancías. Desde el 1 de enero de 2005 el ente Adif es el titular de las instalaciones ferroviarias. Tras muchos años en desuso, en la década de 2010 el antiguo complejo de la estación fue rehabilitado para su adecuación como parque.